# 霍盧比夫卡 (克拉馬托爾斯克區)
霍盧比夫卡（烏克蘭語：Голубівка），是烏克蘭東部頓涅茨克州克拉马托尔斯克区亚历山德里夫卡市镇的村落。該村落海拔高度約185米，2001年人口為66。